# 広島日野自動車
広島日野自動車株式会社（ひろしまひのじどうしゃ）は広島県広島市安芸区にある日野自動車の自動車ディーラー。

## 概要
広島日野自動車は広島県の営業エリアとするトラック・バス専門の自動車ディーラーです。

## 沿革
- 1945年11月 - 新日本自動車として創業
- 1950年4月 - 広島日野ディーゼルとして設立
- 1967年 - 広島日野自動車に改称
- 2018年4月 - 本社を広島市安芸区に移転

## 拠点
- 坂支店 - 安芸郡坂町
- 西風新都支店 - 広島市安佐南区
- 廿日市支店 - 廿日市市
- 大野工場 - 廿日市市大野
- 三次支店 - 三次市
- 庄原工場 - 庄原市
- 西条支店 - 東広島市西条吉行東
- 呉支店 - 呉市阿賀
- 本郷支店 - 三原市本郷町
- 福山西支店 - 福山市
- 福山東支店 - 福山市大門町
- 中国部品デポ
- 日野中古車プラザ黒瀬 - 東広島市黒瀬町[1]

## 関連会社
- ウィング広島
- HI-LINE
- しまなみ石油
- 広島電鉄 - 広島日野が広島電鉄の主要株主（筆頭株主）である。